# Карповка (Днепропетровская область)
Карповка (укр. Карпівка) — село, Николаевский поселковый совет, Криворожский район, Днепропетровская область, Украина.
Код КОАТУУ — 1225855305. Население по переписи 2001 года составляло 836 человек.
Является административным центром Николаевского поселкового совета, в который, кроме того, входят
поселок Николаевка,
сёла:
Вишнёвое,
Зелёный Гай,
Розовка,
Тихий Став,
Цветково и
Широкая Дача.

## Географическое положение
Село Карповка находится на расстоянии в 2 км от сёл Александрия, Вишнёвое и Кривого Рога (Ингульца).
Рядом проходит железная дорога, станция Ингулец в 1,5 км.

## Национальный состав
По переписи 2001 года, 93,90 % населения в качестве родного языка указали украинский; 4,43 % — русский; по 0,48 % молдавский и гагаузский; 0,24 % — белорусский.

## Экономика
- КП «Вишнёвое».
- ЧП «Обрий».
- ЧП «Житниця».
- «Элеватор Широковский», ООО.

## Объекты социальной сферы
- Школа.
- Детский сад.
- Амбулатория.
- Дом культуры.

## Известные люди
- Лазаренко Павел Иванович (1953) — украинский государственный деятель, доктор экономических наук, премьер-министр Украины с мая 1996 по июль 1997, родился в селе Карповка.